# Lancheras de Cataño 2012
Questa voce raccoglie le informazioni riguardanti le Lancheras de Cataño nelle competizioni ufficiali della stagione 2012.

## Organigramma societario
Area direttiva
- Presidente: William López

Area tecnica
- Primo allenatore: Milton Crespo (fino a marzo), Rafael Olazagasti (da marzo)

## Rosa
| N° | Nome                | Ruolo | Data di nascita   | Nazionalità sportiva |
| -- | ------------------- | ----- | ----------------- | -------------------- |
| 1  | Tatiana Jusino      | C     | 27 luglio 1990    | Porto Rico           |
| 2  | Debora Seilhamer    | L     | 10 aprile 1985    | Porto Rico           |
| 3  | Greysmarie Pérez    | L     | 31 gennaio 1995   | Porto Rico           |
| 3  | Yarimar Rosa        | S     | 20 giugno 1988    | Porto Rico           |
| 4  | Tatiana Encarnación | S     | 28 luglio 1985    | Porto Rico           |
| 5  | Myrlena López       | C     | 29 novembre 1985  | Porto Rico           |
| 6  | Paulette García     | S     | 9 luglio 1990     | Porto Rico           |
| 7  | Mariel Medina       | P     | 6 ottobre 1988    | Porto Rico           |
| 8  | Angela Pressey      | S     | 6 giugno 1986     | Stati Uniti          |
| 9  | Jetzabel Del Valle  | C     | 19 dicembre 1979  | Porto Rico           |
| 9  | Oneida González     | S/O   | 3 giugno 1981     | Porto Rico           |
| 10 | Courtney Thompson   | P     | 4 novembre 1984   | Stati Uniti          |
| 10 | Natalia Valentín    | P     | 12 settembre 1989 | Porto Rico           |
| 11 | Jessica Jones       | C     | 15 novembre 1986  | Stati Uniti          |
| 12 | Winna Pellot        | L     | -                 | Porto Rico           |
| 13 | Ednalí Serralta     | P     | 3 settembre 1985  | Porto Rico           |
| 18 | Shannon Torregrosa  | S     | 1º febbraio 1981  | Porto Rico           |